# Stellifer chaoi
Stellifer chaoi är en fiskart som beskrevs av Aguilera, Solano och Valdez, 1983. Stellifer chaoi ingår i släktet Stellifer och familjen havsgösfiskar. Inga underarter finns listade i Catalogue of Life.